# Mangalica

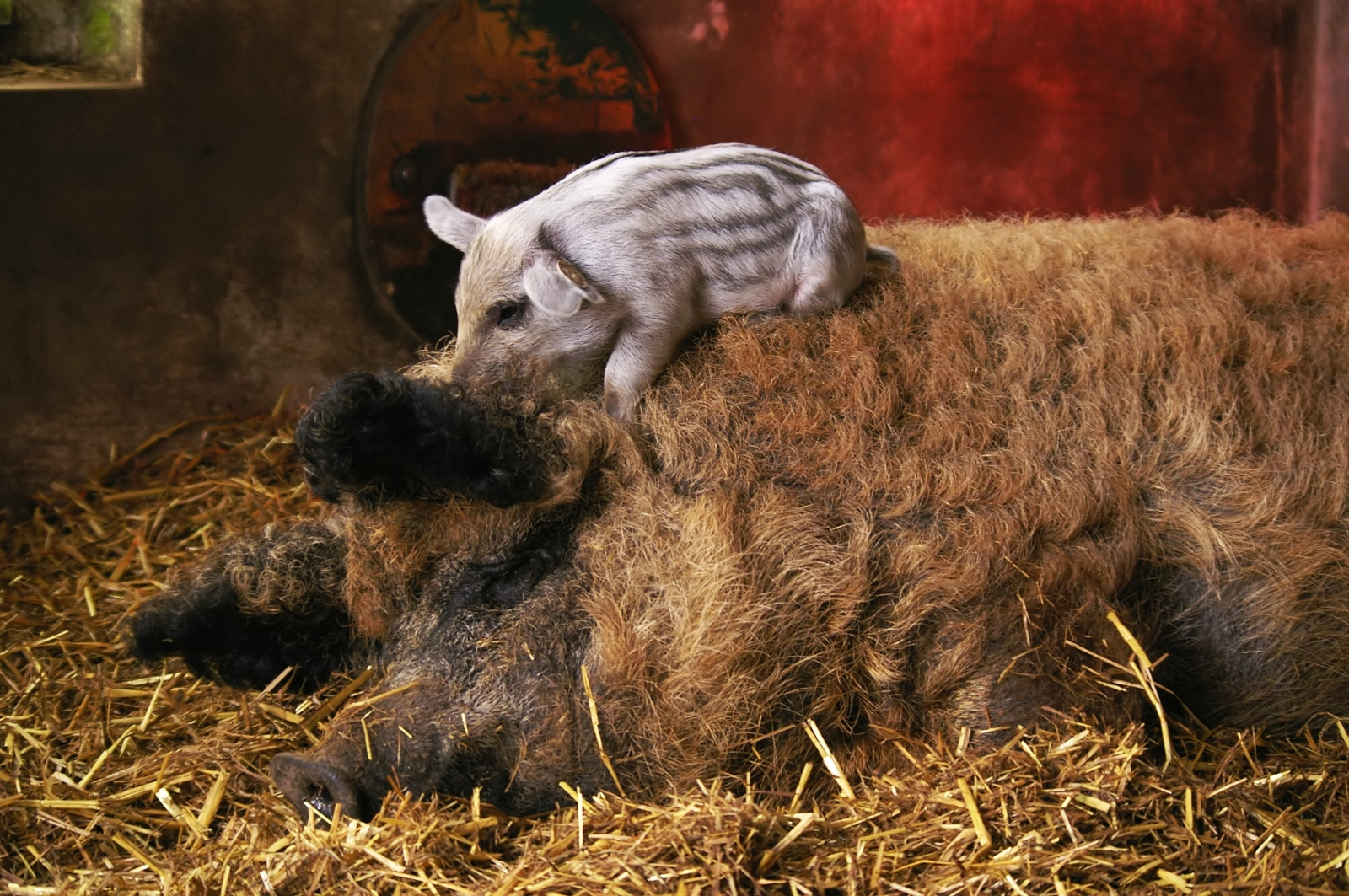
Mangalica koca és kismalaca

A mangalica Magyarországon őshonos, törvényileg védett háziállatok egyike, világhírű sertésfajta.

## Története

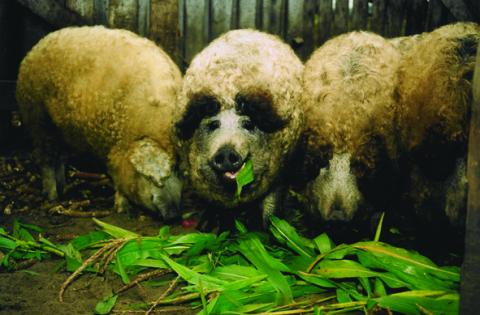
Mangalicák

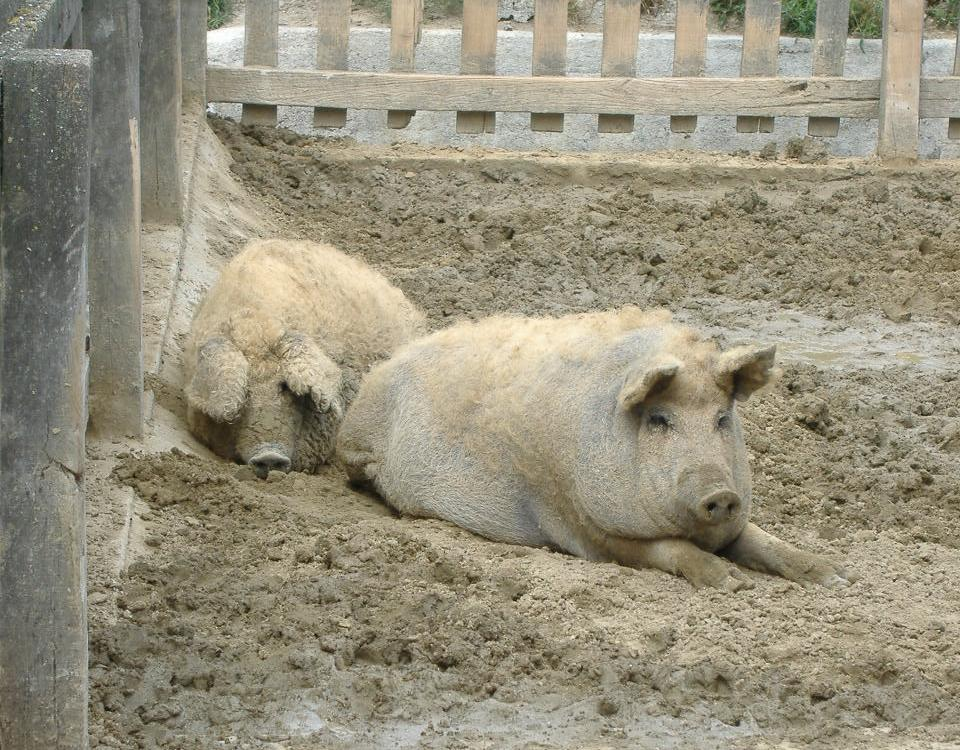
Szőke mangalica

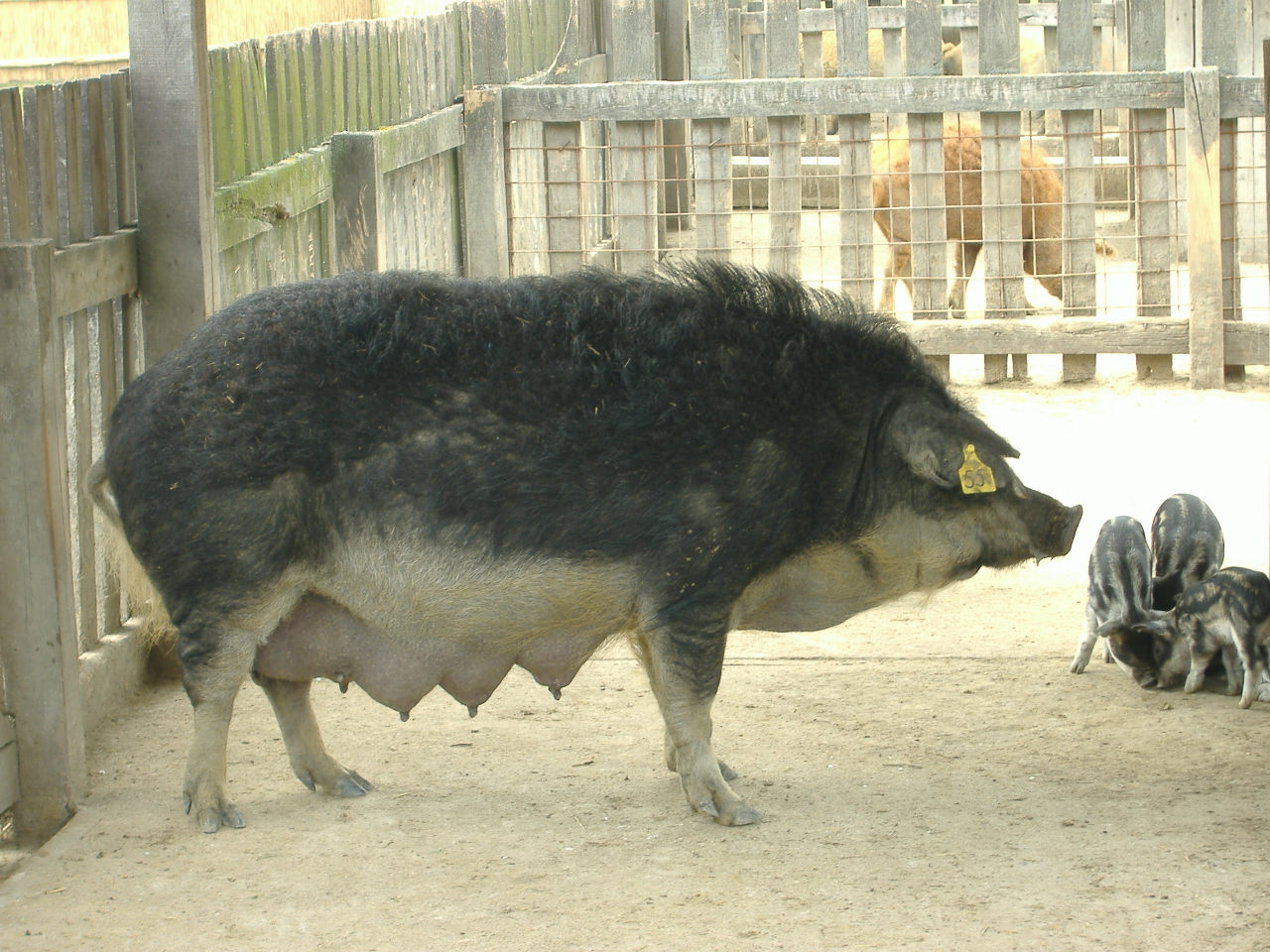
Fecskehasú mangalica

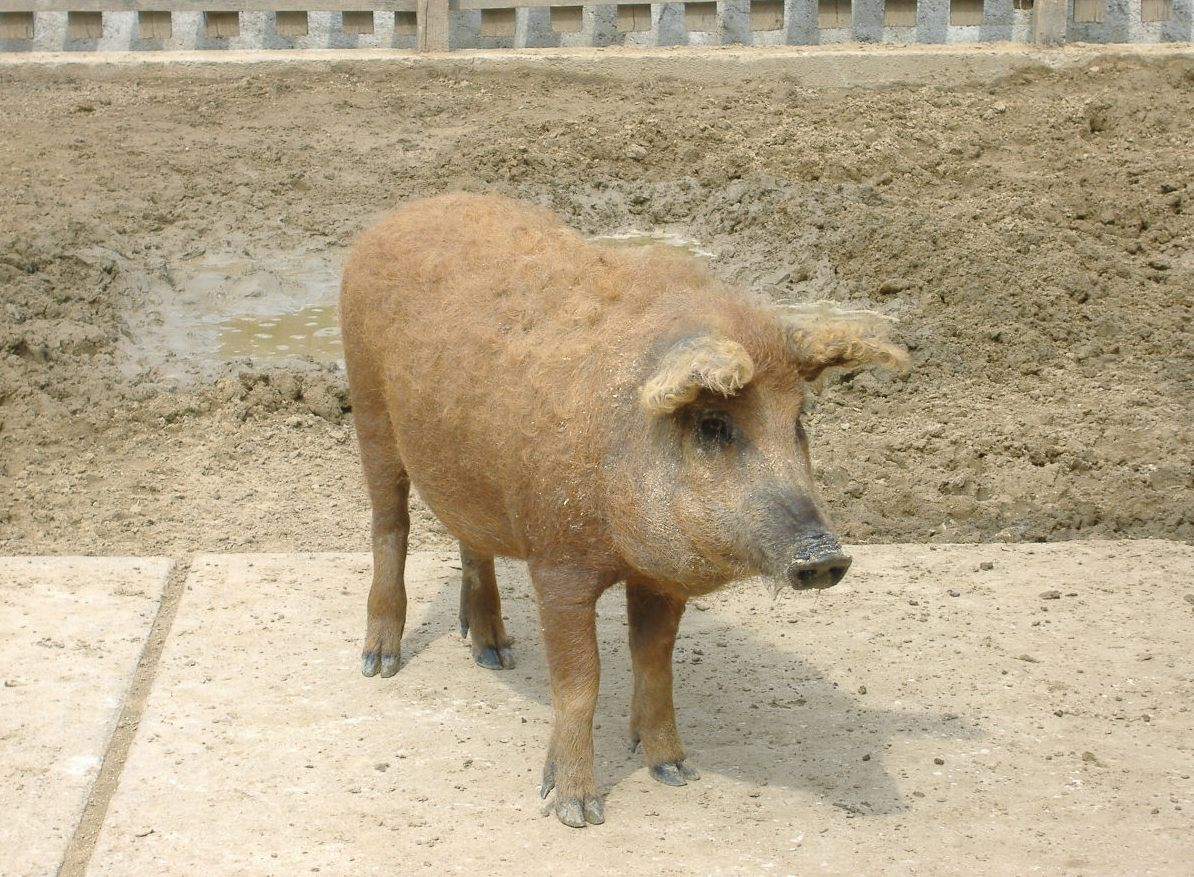
Vörös mangalica

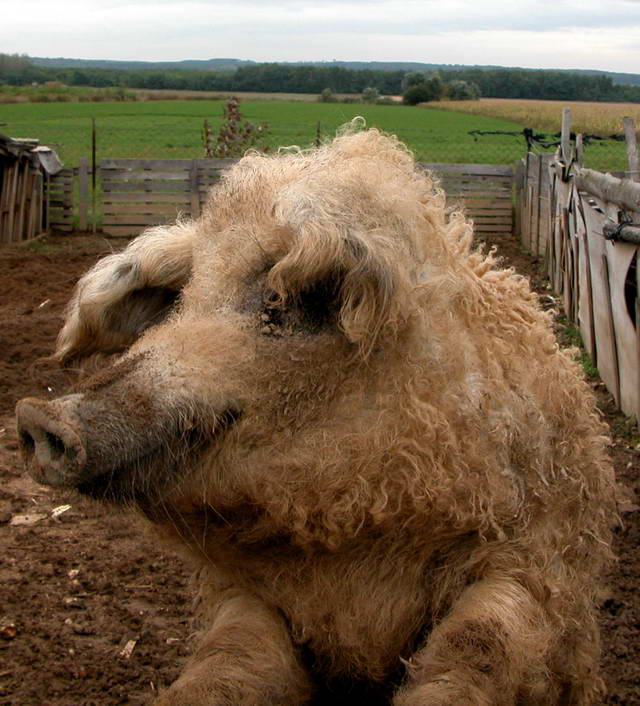
Egy mangalica portréja

A törökök kiűzése után az egykori hódoltsági területeken rendkívül kevés sertés maradt, hiszen a törökök vallási okokból nem fogyasztottak sertéshúst. A sertéstenyésztés a Felföldre és az erdélyi területekre szorult. Ennek ellenére már 1750-ből vannak adatok, mely szerint Sopron messze földön híres sertésvásárára az Alföldről hajtottak fel állatokat. A 18. század végén főleg a dunántúli területek és Ausztria között volt jelentősebb sertéskereskedelem, amelynek fő fajtája a bakonyi sertés volt, mert ez a fajta jól bírta a hosszú utat. A kereslet egyre növekedett, s a kereskedők eljutottak Horvátországba is. Az onnan származó sertések kedveltebbek voltak a bakonyi sertésnél, mert több zsírt adtak és húsuk is jobb ízű volt. Szerbia fejedelme, Miloš Obrenović a szerb, az ún. sumadia sertésekkel kezdett kereskedni, tenyészetet alapított, ahonnan a magyar birtokosok tenyészállatot is vásároltak.
Ahogy a szerb kondákat áthajtották Magyarországon a soproni és győri állatvásárba, az óriási állományból kis rész elkallódott, megvásárolták, olykor ellopták, és ezek az egyedek keveredtek az itt honos disznófajtákkal. A mangalica a korábban őshonos bakonyi és szalontai fajták, a birtokosok által beszerzett "mangalitza" és a vaddisznó keveredéséből jött létre. Elterjedését jelentősen elősegítette, hogy külterjesen tartható, igénytelen fajta, mely a vaddisznó sok tulajdonságát megőrizte. A lakosság körében egyre népszerűbb lett ez a zsírsertésfajta, amit akkor törökfajtának, rátznak, mangaritzának vagy mangalitzának is neveztek. 25 év alatt eljutott az ország minden részébe, s teljesen átalakította a sertésállományt. A bakonyi sertés az 1840-es évek közepére teljesen eltűnt. Pethe Ferenc 1814-ben már mint közönséges fajtáról ír a mangalicáról.
1833-ban József főherceg Kisjenőn tenyészetet alapított, amikor Milos hercegtől 6 sumadia kocát és két kandisznót kapott ajándékba, annak híres tenyászetéből. Ezek a sertések fehér, göndör szűrű egyedek voltak, s Kisjenőn kereszteződtek az ott levő állománnyal. A többi magyarországi földbirtokos innen vásárolt tenyészállatokat, s így az ország területén több nagy hírű tenyészet is kialakult. Ilyen volt a Mezőhegyesi Állami Ménesbirtokon létrejött tenyészet, amelyet 1865-ben alapítottak. Ezeknek a központoknak a segítségével létrejött egy viszonylag egységes populáció. A mangalica néhány nemzedék alatt annyira alkalmazkodott az alföldi viszonyokhoz, hogy igazi magyar fajtává vált. Amennyiben néhány példány elkerült innen, az idegen környezetben az utódokban jelentős eltérések alakultak ki. Az első világháború után az elcsatolt országrészeken volt a mangalicaállomány nagy része, de az országhatárokon belül egy egységesebb, homogénebb populáció maradt.
A mangalica jelentőségét jelzi, hogy Győrben és Kőbányán hizlalótelepeket hoztak létre. A kőbányai telep éves forgalma 1870 és 1894 között átlagosan 600 000 sertés körül volt. Ám ekkor már a gazdasági környezet változásnak indult. Az erdőket, amelyek makkoltatásra alkalmasak voltak, kiirtották, a legelőket felszántották. Csökkent a zsírsertések iránti kereslet, viszont nőtt a hússertés iránti érdeklődés. Megjelentek a nyugati fajták, amelyek már nem külterjes, hanem belterjes gondozási módot kívántak. A legnagyobb csapás a fajtára az 1895-ben kitört sertéspestis volt, amely 20 évig tartott, és 4,5 millió sertés pusztulását okozta. Az elhullott állatok 95%-a mangalica volt. Ezután többé nem tudta visszaszerezni piaci pozícióit, állományának mérete egyre csökkent.
Az 1927-ben megalakult Mangalica Tenyésztők Országos Egyesülete célul tűzte ki a fajta fejlesztését. A törzskönyvezés irányelveit és szabályait Rácz Mihály, az állattenyésztéstan tanára dolgozta ki, és ez kisebb változtatásokkal a mai napig érvényben van. A második világháború újabb tragédiát jelentett, a mangalicák száma jelentősen csökkent.
A háború után létrehozták a Magyar Állattenyésztő Szervezetek Országos Szövetségét, 1945-től az 1950-es évek végéig a mangalicák száma nőtt, de nem érte el a háború előtti 30 ezres állományt. Az 50-es évek végétől a modern hússertésfajták kiszorítják a mangalicát, egyedszámuk rohamosan csökkent. 1973-ban a mangalica védetté nyilvánításáról döntöttek, 1974-től állami támogatás mellett folyik tenyésztése.
Az 1990-es években újra megalakult a Mangalicatenyésztők Országos Egyesülete, ami a gyakorlati tenyésztőmunkát végzi. A fajta fenntartásáért hatóságként a Mezőgazdasági Szakigazgatási Hivatal Állattenyésztési Igazgatósága (az Országos Mezőgazdasági Minősítő Intézet jogutódja) a felelős. Ma a mangalica már nem veszélyeztetett, s ebben szerepe van nemzetközi sikerének is: jó minőségű húsa az alapja a világhírű spanyol serrano sonkának.

## Típusai
- Szőke mangalica: a leggyakoribb változata. Jól hasznosítja a táplálékot, kül- és belterjes tartásra egyaránt alkalmas. Zsír- és hústermelésre is bevált. Sok változata ismert, hiszen a fajtára hatott a táplálék, a tartás sokfélesége.
- Vörös mangalica: a szőke mangalica és a göndör szőrű szalontai sertés keveredéséből jött létre, valamivel nagyobb súlyú és szaporább a szőkénél.
- Fecskehasú mangalica: a szőke és a fekete mangalica kereszteződéséből jött létre, hasa szőke, háta fekete. Kisebb termetű, de szaporább, mint a szőke változat.
- Fekete mangalica: az ország déli részén volt jelentős. A szerémségi fekete sertés és a szőke mangalica kereszteződéséből jött létre, jobb ellenálló képességű, de gyengébb termelési tulajdonságú volt, mint a szőke változat. A 20. század elején kipusztult.
- Vadas mangalica: igen ritka változat, elsősorban hegyvidékeken volt jellemző, valószínűleg a szőke mangalica és a vaddisznó véletlen kereszteződéséből jött létre.

## Keresztezések

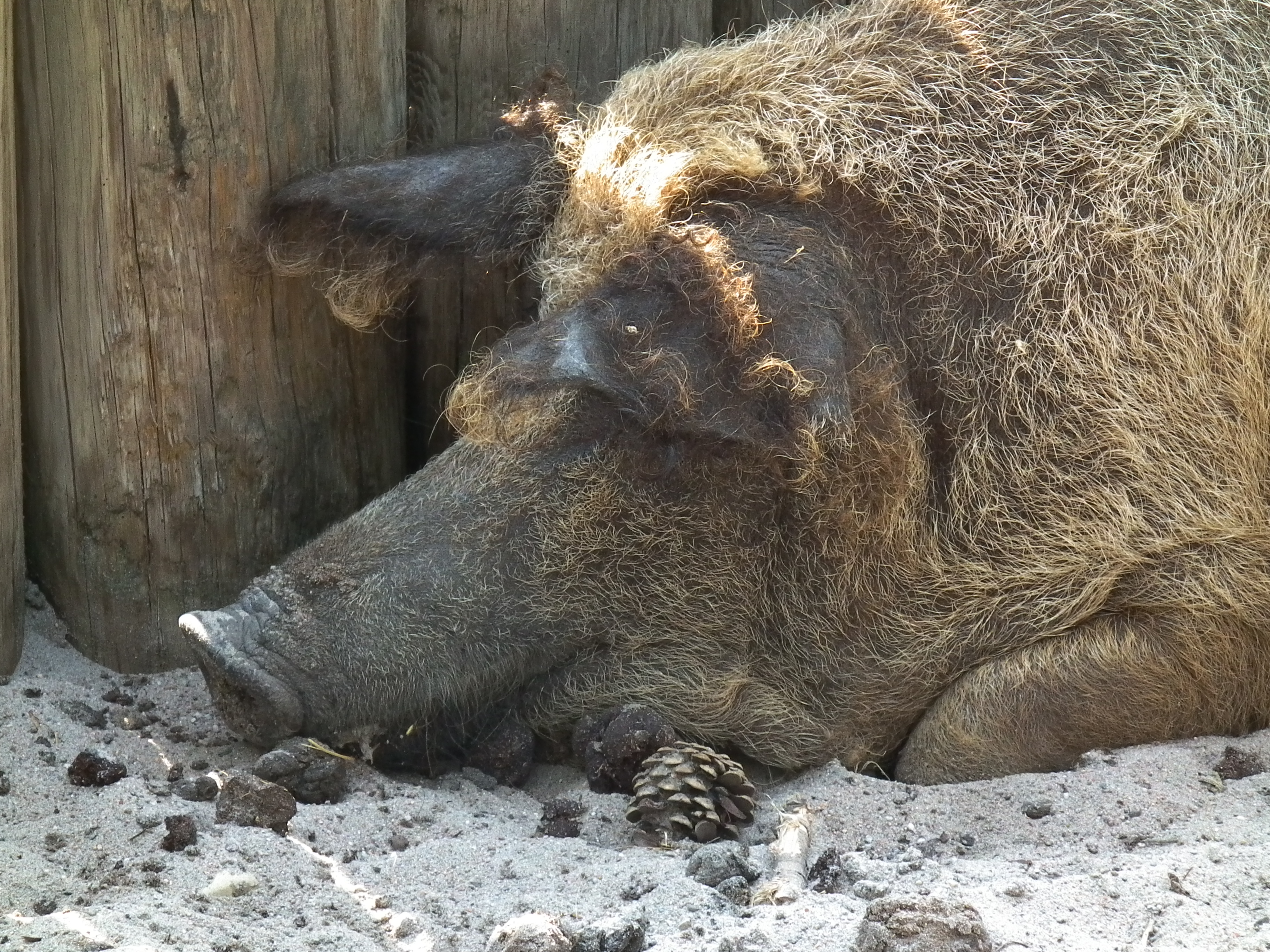
Mangalica egy tenyészetben, Baden-Württemberg, Németország

A mangalicát rendszeresen keresztezték más fajtákkal, hogy egyes képességeit javítsák. A kereszteződések hozzájárultak a különböző tájfajták kialakulásához, és új fajták létrejöttéhez. Ennek ellenére a mangalica jelleg mindenhol megmaradt. Két jelentősebb keresztezés: 
- Nemesített mangalica: a 20. század elején több tenyészetben a kocákat a mangalicához nagyon hasonló, szintén zsírtermelő fajta lincolnshire kanokkal fedeztették. Az eredmény egy rendkívül szapora és jó növekedésű típus lett, amelyet igyekeztek elterjeszteni a gazdák között.
- Báznai sertés:[8] önálló fajtává alakult keresztezés. Báznán mangalicát és angol berkshire sertést kereszteztek, majd a yorkshire fajtát is bevonták, így jött létre egy érdekes megjelenésű sertés. A testén a szőke és a fekete szín eloszlása egyedi, a fekete szín a test elején és a fari részen látható, míg a test közepe fehér, ezért öves disznónak is nevezik. Erdély elcsatolásával az állomány Romániába került, Magyarországon számottevő létszáma nincs.

## Mítosz az alacsony koleszterintartalomról
A kutatók eredményei nem támasztják alá azokat a közléseket, melyek szerint a mangalica zsírja kevesebb koleszterint tartalmazna az általánosan elterjedt hízósertés típusokénál. A mangalicáról az a hír járja, hogy húsa egészségesebb, könnyebben emészthető, kevesebb benne a koleszterin, és az ember számára létfontosságú telítetlen zsírsavat tartalmaz. A mangalica zsírjának koleszterintartalma megegyezik bármilyen más sertésével. Az állat zsírsavösszetétele csak abban az esetben tartalmaz telítetlen zsírsavakat, ha az eredeti, makkoltató rideg tartásban nevelik, és hagyják az állatot a saját ütemében növekedni. Ilyenkor a jószág zsírja alacsonyabb hőfokon olvad, mint a többi sertésé. Ennek a kritériumnak nem minden tenyészet felel meg.”
A mangalica jelentős mennyiségű koleszterint és E-vitamint tartalmaz, hasonlóan a kacsa és libazsírhoz.
Egy 2002-es vizsgálat szerint a német övessertés, és a német lapálysertés adataival összehasonlva a mangalica esetében alacsonyabb telített (SFA) és magasabb egyszeresen telítetlen zsírsav (MUFA) arányt mértek a húsban, az intramuszkuláris zsiradék pedig kis százalékban (5,61%) tartalmazott többszörösen telítetlen zsírsavakat (PUFA).

## Mangalica Fesztivál
A Mangalica Fesztivált 2008-ban rendezték meg először Budapesten a Szabadság téren, 2010-től pedig országos eseménnyé vált. Az ország több vidékéről is érkeznek tenyésztők a fesztiválra. A mangalicatermékek mellett tejtermékek is bemutatásra kerülnek, melyeket az érdeklődők megkóstolhatnak. A kiállítást kulturális programsorozat kíséri.

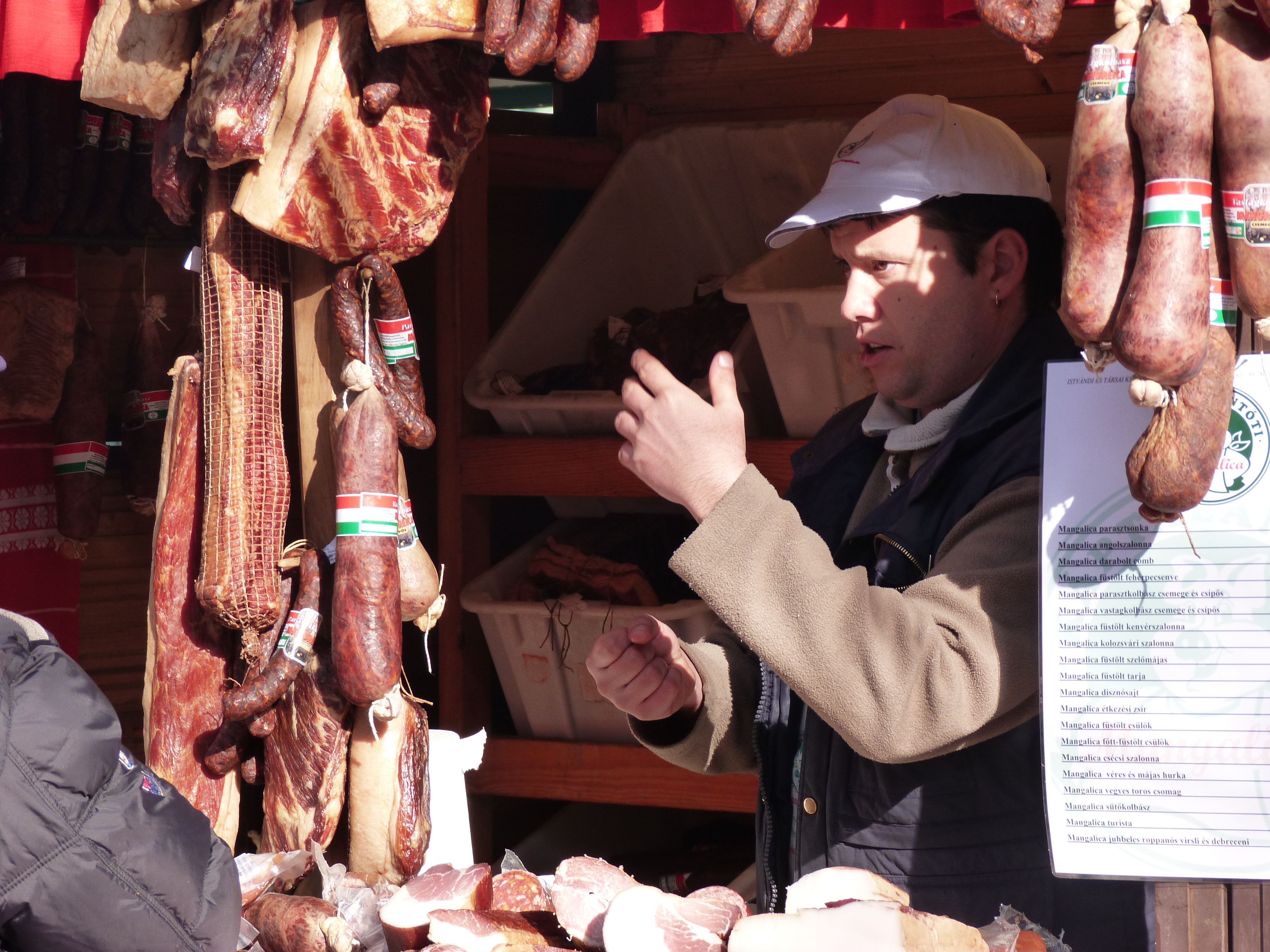
Mangalica Fesztivál - Szabadság tér, Budapest, 2013
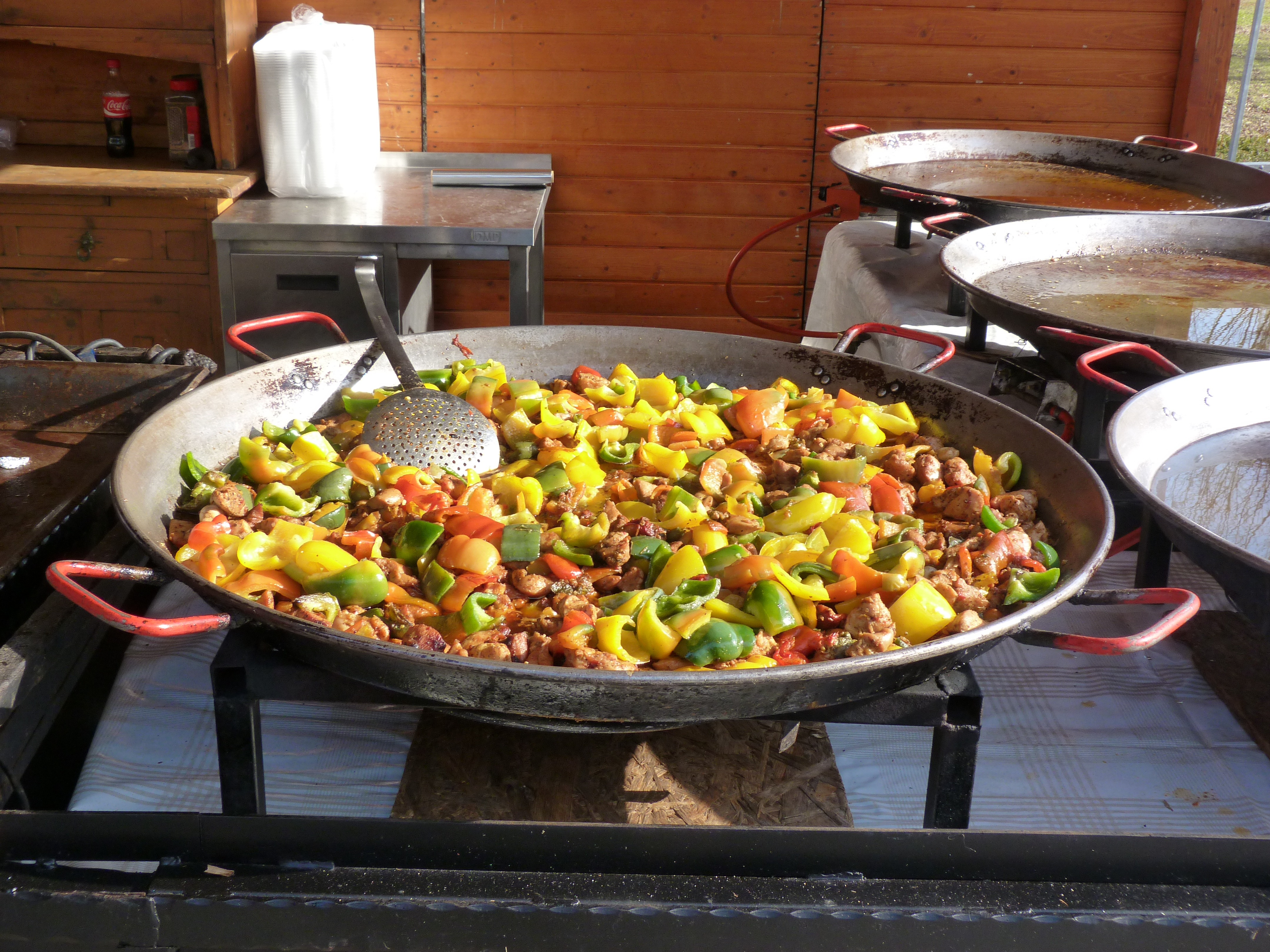
Mangalica Fesztivál - Budapest, 2013
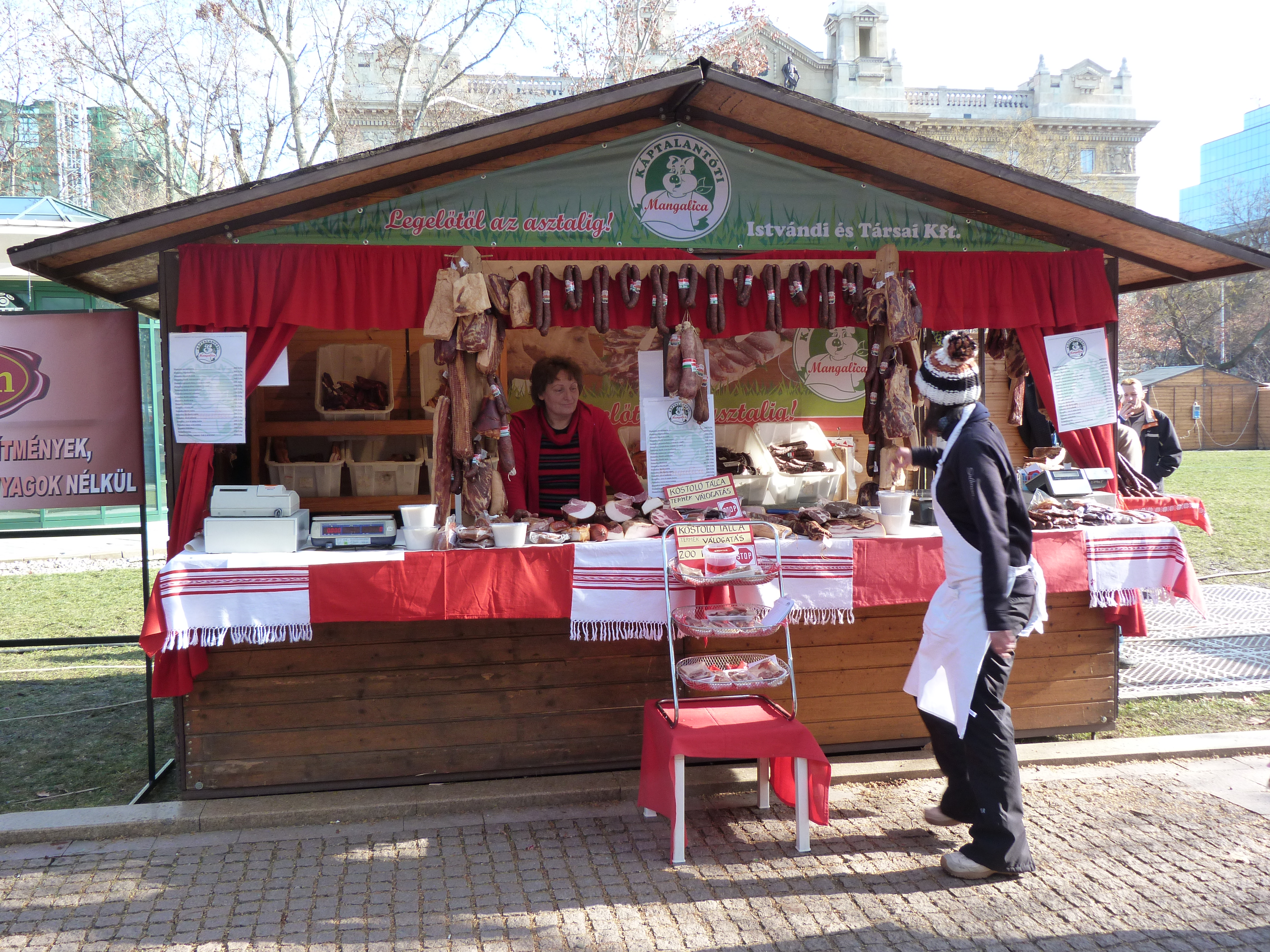
Káptalantóti mangalica a Mangalica Fesztiválon
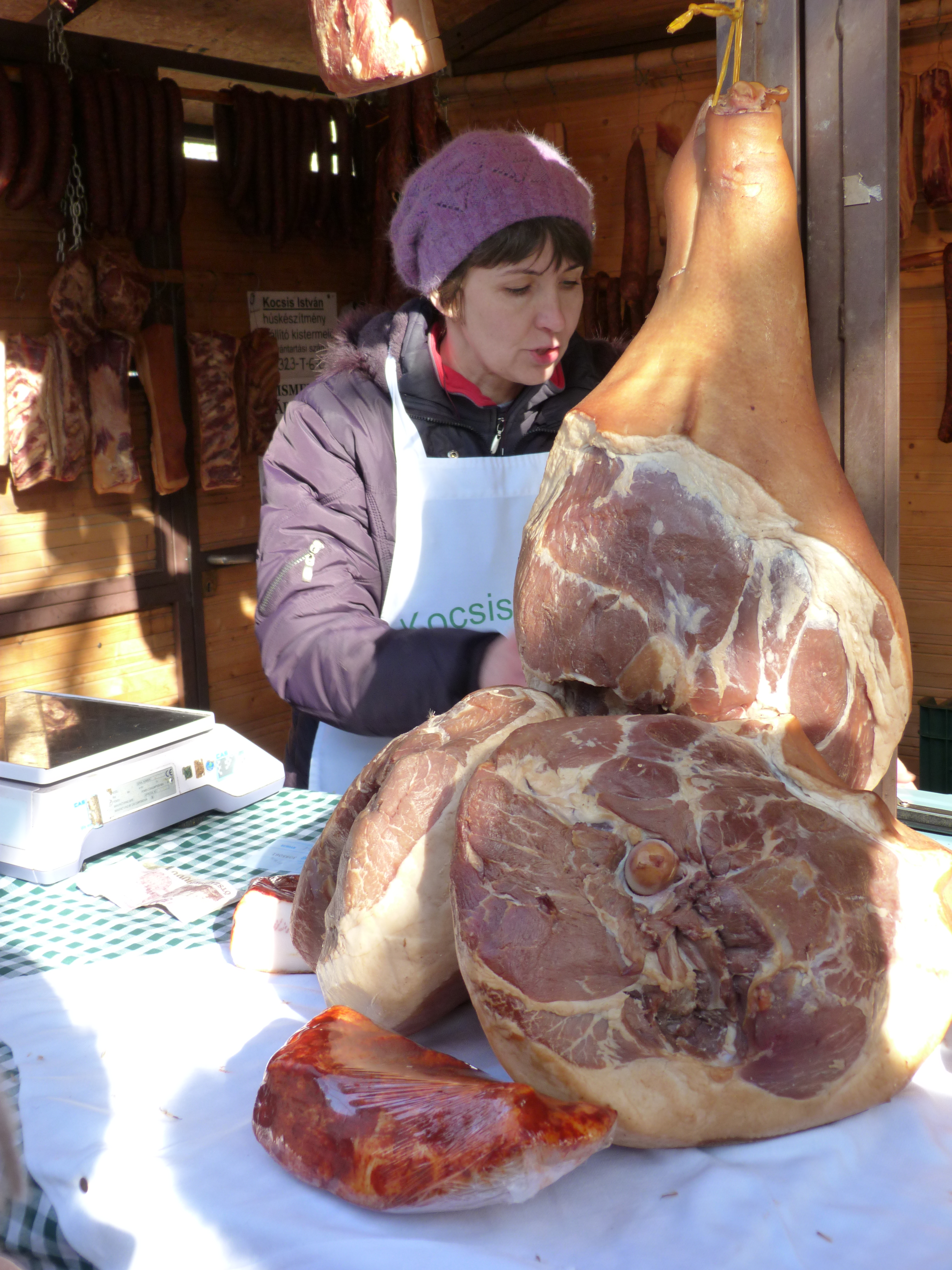
Mangalica sonka - Mangalica Fesztivál- Budapest, 2013
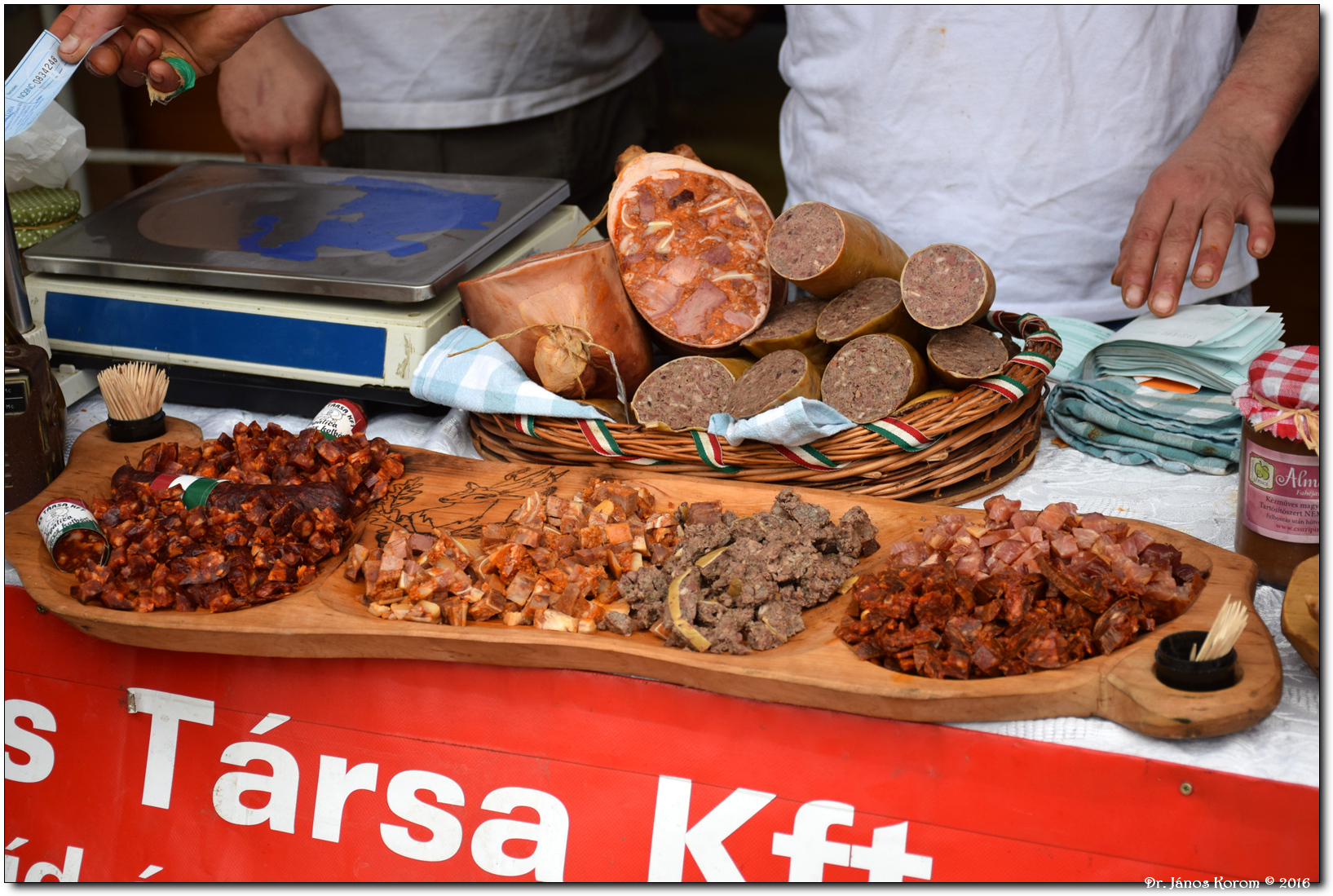
Mangalica Fesztivál- Debrecen, 2016